# 短锥花树萝卜
短锥花树萝卜（学名：Agapetes listeri），为杜鹃花科树萝卜属下的一个植物种。